# Jean-Louis Grillet
Jean-Louis Grillet (* 16. Dezember 1756 in La Roche-sur-Foron; † 11. März 1812 ebenda) war ein  savoyischer Geistlicher und Historiker. Bekannt ist er vor allem als Autor des Dictionnaire historique, littéraire et statistique des départements du Mont-Blanc et du Léman.

## Leben
Nachdem Jean-Louis Grillet seine theologischen Studien mit Auszeichnung vollendet hatte, erhielt er bald ein geistliches Amt und 1780 ein Kanonikat in seiner Vaterstadt. Dieses Amt hatte er einige Zeit verwaltet, als er sich mit einem Plan beschäftigte, der seiner freisinnigen Denkweise und seiner Stellung würdig war. Er wollte eine höhere Unterrichtsanstalt zugleich für Katholiken, Protestanten und Juden gründen, und die kleine Stadt Carouge nahe Genf erschien ihm als der geeignete Ort für ein solches Institut. Sein Plan fand Genehmigung und die Anstalt wurde 1786 gegründet. Als deren Direktor hatte Abbé Grillet zugleich die Aufsicht über den Unterricht und an diesem selbst beteiligte er sich als Professor der Rhetorik. Die Anstalt konnte aber nicht längerfristig bestehen, da die Französische Revolution von 1789 bald auch in der Schweiz Wirkung zu zeigen begann. Die Lehrer zerstreuten sich und die katholischen Priester suchten im Piemont eine sichere Freistätte.
Auch Grillet übersiedelte in den Piemont. Seine Stellung als Direktor hatte ihn der Wissenschaft nicht entfremdet; eifrig hatte er seine geschichtlichen und literaturhistorischen Studien gepflegt, wozu ihm die öffentliche Bibliothek von Genf ausreichenden Stoff bot. Mit Fleiß sammelte er insbesondere Notizen zu einer Literaturgeschichte von Savoyen. Als brauchbares Lehrbuch ließ er erscheinen Éléments de chronologie et de géographie adaptés à l’histoire de Savoie (Chambéry 1788) und seiner Vaterstadt setzte er mit der Schrift Histoire de la ville de la Roche, depuis sa fondation en l’an 1000 jusqu’en 1790 (Genf 1790) ein bleibendes Denkmal.
In Piemont wurde Grillet mit der Erziehung von zwei jungen Herren Provana di Collegno betraut, mit denen er eine Reise nach Rom und nach Süditalien unternahm. Außer interessanten Bekanntschaften erwarb er sich auf dieser Reise zahlreiche Kenntnisse in Kunst und Archäologie. Zum Mitglied der italienischen Akademie und zum Korrespondenten der Gesellschaft der Georgofili zu Florenz ernannt, hatte er Gelegenheit, in verschiedene Richtungen hin literarisch tätig zu sein. So brachte er in der Sammlung der Akademieschriften außer anderen Beiträgen eine bemerkenswerte Éloge de Saussure. In Florenz ließ er herausgeben:
- Osservazioni economico-agrarie sulla preparazione delle canapi per tessere tele e pannelini fini, 1802
- Saggio sopra la storia degli zodiaci e degli anni dei populi antichi, per servire di regola a chi vuole giudicare le scoperte che si dicono fatte recentemente in Egitto, 1805

Nach 13-jähriger Verbannung kehrte Grillet nach Savoyen zurück, wo er 1806 zum Hilfsdirektor an der Sekundarschule in Chambéry und 1807 zum Professor der Philosophie ernannt wurde. Das Amt eines Zensors am Lyzeum in Grenoble, das er drei Jahre später übernehmen sollte, lehnte er wegen seiner hinfälligen Gesundheit ab. Er zog sich in seine Vaterstadt zurück, wo er bereits am 11. März 1812 im Alter von 55 Jahren starb.

## Hauptwerk
Während seiner Verbannung hatte Grillet mit unermüdlich forschendem Fleiß sein Hauptwerk zum Abschluss gebracht, so dass er es nach seiner Rückkehr nur noch weiter zu verbessern brauchte. Er ließ es auf Subskription 1807 in Chambéry in drei Teilen erscheinen unter dem Titel: Dictionnaire historique, littéraire et statistique des départements du Mont-Blanc et du Léman, contenant l’histoire ancienne et moderne de la Savoie, et spécialement celle des personnes qui y étant nées ou domiciliées, se sont distinguées par des actions dignes de mémoire, ou par leurs succès dans les lettres, les sciences et les arts.
Das Werk ist alphabetisch nach den in Savoyen gelegenen Orten eingerichtet und enthält eine kurze chronologische Beschreibung jeder Ortschaft mit Notizen über die mehr oder weniger merkwürdigen dort geborenen oder wohnhaften Personen. Falls ihr Geburtsort unbekannt war, sind die betreffenden Persönlichkeiten unter dem Hauptort der Provinz gebracht. Das ganze Werk umfasst gegen 760 Personennamen, wovon auf Chambéry allein 119 und auf Annecy 43 kommen. Es fand aber sehr ungleiche Beurteilung. Anstoß wurde genommen an der Zahl so vieler unbekannter Personen, denen der Verfasser eine gewisse Art Berühmtheit beilegen zu wollen schien. Auch rief die Tatsache, dass viele noch Lebende in dem Werk aufgenommen waren, Kritik hervor. Doch dürfte dieser Tadel nicht berechtigt sein. Wenn der Verfasser lokales Interesse wecken wollte, wenn er das Andenken an Persönlichkeiten, die sich um ihren Geburts- oder Wohnort verdient gemacht hatten, zu erhalten beabsichtigte, wenn er Nachrichten aufzubewahren suchte, deren Wichtigkeit für die Zukunft nicht im Voraus beurteilt werden kann, so verdient das Werk Wertschätzung, auch wenn es gewisse Nachlässigkeiten, Irrtümer, Auslassungen und Druckfehler aufweist.
Als Manuskript hinterließ Grillet noch u. a. eine 1792 verfasste Histoire généalogique de la maison de Sales und eine Sammlung von Mémoires et de titres intéressants pour servir à l’histoire du diocèse de Genève in zwei Bänden.